# Дэниелс, Джефф
Дже́ффри Уо́ррен (Джефф) Дэ́ниелс (англ. Jeffrey Warren «Jeff» Daniels; род. 19 февраля 1955, Атенс, Джорджия, США) — американский актёр, музыкант и драматург. Двукратный лауреат премии «Эмми», четырёхкратный номинант на премию «Золотой глобус» (1986, 1987, 2006, 2013), а также номинант на премию «Тони». Наиболее известен по ролям в фильмах «Тупой и ещё тупее», «Пурпурная роза Каира», «Скорость», «101 далматинец», «Язык нежности», «Геттисберг», «Арахнофобия», «Кальмар и кит», «Петля времени», «Часы» и телесериалу «Новости».

## Биография
Дэниелс родился в городке Атенс (штат Джорджия), а вырос в Челси (штат Мичиган), городе, в котором его отец заведовал складом лесоматериалов вплоть до своей кончины в 2012 году и даже занимал должность мэра. Родители воспитывали мальчика в жёстком соответствии с канонами методистской церкви.
В юном возрасте Дэниелс поступил в Центральный Мичиганский университет и, прежде чем отправиться в Нью-Йорк, некоторое время играл в университетской театральной труппе. В Нью-Йорке он поступил в только что открывшийся небольшой театр под названием «Second Stage». Дэниелс исполнил роли во многих театральных постановках и мюзиклах как на Бродвее, так и за его пределами. В частности, сыграл в 2009 году в бродвейском спектакле «Бог резни» по одноимённой пьесе Ясмины Реза, за которую был выдвинут на премию «Тони». Его партнёрами по сцене выступили Хоуп Дэвис, Джеймс Гандольфини и Марша Гей Харден.
В 1991 году организовал в Челси театральную труппу Purple Rose Theatre Company, являясь её исполнительным продюсером и написав для неё пятнадцать пьес.
В 1979 году Дэниелс женился на своей школьной подруге Кэтлин Розмари Тридо. В этом браке родились трое детей: Бенджамин (1984), Лукас (1987) и Нелли (1990).

## Фильмография
| Год       |     | Русское название                         | Оригинальное название                   | Роль                               |
| --------- | --- | ---------------------------------------- | --------------------------------------- | ---------------------------------- |
| 1980      | с   | Гавайи 5-O                               | Hawaii Five-O                           | Нил Форрестер                      |
| 1980      | тф  | Шёпот ангелов                            | A Rumor of War                          | капеллан                           |
| 1980      | с   | Уходя в отрыв                            | Breaking Away                           | студент колледжа                   |
| 1981      | ф   | Рэгтайм                                  | Ragtime                                 | Пи Си О’Доннел                     |
| 1982      | тф  |                                          | Catalina C-Lab                          | Рик Гатри                          |
| 1982      | с   | Американский театр                       | American Playhouse                      | Джед Дженкинс                      |
| 1983      | тф  | Вторжение в личную жизнь                 | An Invasion of Privacy                  | Фрэнсис Райан                      |
| 1983      | ф   | Язык нежности                            | Terms of Endearment                     | Флэп Хортон                        |
| 1985      | ф   | Мэри                                     | Marie                                   | Эдди Сиск                          |
| 1985      | ф   | Пурпурная роза Каира                     | The Purple Rose Of Cairo                | Том Бакстер / Джил Шепперд         |
| 1986      | ф   | Ревность                                 | Heartburn                               | Ричард                             |
| 1986      | ф   | Дикая штучка                             | Something Wild                          | Чарльз Дриггс                      |
| 1987      | с   | Трудные времена                          | Trying Times                            | Джим                               |
| 1987      | ф   | Дни радио                                | Radio Days                              | Бифф Бакстер                       |
| 1988      | ф   | Дом на Кэрролл-стрит                     | The House On Carroll Street             | агент ФБР Кокран                   |
| 1988      | тф  | Трибунал над бунтовщиком с Кейна         | The Caine Mutiny Court-Martial          | лейтенант Стивен Мэрик             |
| 1988      | с   |                                          | Tanner '88                              | смотритель парка                   |
| 1988      | ф   | Приятный танец сердец                    | Sweet Hearts Dance                      | Сэм Меннерс                        |
| 1989      | ф   | Выписка                                  | Checking Out                            | Рэй Маклин                         |
| 1989      | тф  | Бездомные                                | No Place Like Home                      | Майк Купер                         |
| 1990      | ф   | Добро пожаловать домой, Рокси Кармайкл   | Welcome Home, Roxy Carmichael           | Дентон Уэбб                        |
| 1990      | ф   | Арахнофобия                              | Arachnophobia                           | доктор Росс Дженнингс              |
| 1990      | ф   | Чужая свадьба                            | Love Hurts                              | Пол Уивер                          |
| 1991      | ф   | Жена мясника                             | The Butcher’s Wife                      | доктор Алекс Тремор                |
| 1992      | ф   | Замечательная поездка                    | Timescape                               | Бен Уилсон                         |
| 1992      | ф   | Дождь без грома                          | Rain Without Thunder                    | Джонатан Гарсон                    |
| 1992      | ф   | Вот такие соседи                         | There Goes the Neighborhood             | Уиллис Эмбри                       |
| 1992      | тф  | Профсоюзный босс: история Джеки Прессера | Teamster Boss: The Jackie Presser Story | Том Нунан                          |
| 1993      | ф   | Геттисберг                               | Gettysburg                              | полковник Джошуа Лоуренс Чемберлен |
| 1993      | с   | Фрейзер                                  | Frasier                                 | Даг                                |
| 1994      | ф   | Тупой и ещё тупее                        | Dumb and Dumber                         | Гарри Данн                         |
| 1994      | ф   | Скорость                                 | Speed                                   | детектив Гарри Тэмпл               |
| 1995      | тф  | Занавес красного дерева                  | Redwood Curtain                         | Лиман Феллерс                      |
| 1996      | ф   | Летите домой                             | Fly Away Home                           | Томас «Том» Элден                  |
| 1996      | ф   | Два дня в долине                         | 2 Days in the Valley                    | Элвин Стрэйер                      |
| 1996      | ф   | 101 далматинец                           | 101 Dalmatians                          | Роджер Дирли                       |
| 1997      | ф   | Процесс и ошибка                         | Trial and Error                         | Чарли Таттл                        |
| 1998      | ф   | Плезантвиль                              | Pleasantville                           | Билл Джонсон                       |
| 1999      | ф   | Мой любимый марсианин                    | My Favorite Martian                     | Тим О’Хара                         |
| 1999      | ф   | Ярость                                   | All the Rage                            | Уоррен Хардинг                     |
| 2000      | ф   | Навязчивый сон                           | Chasing Sleep                           | Эд Саксон                          |
| 2000      | тф  | Переправа через Делавэр                  | The Crossing                            | Джордж Вашингтон                   |
| 2000      | тф  | Обманщики                                | Cheaters                                | доктор Джеральд Плеки              |
| 2001      | ф   |                                          | Escanaba in da Moonlight                | Рубен Соади                        |
| 2002      | ф   | Часы                                     | The Hours                               | Луис Уотерс                        |
| 2002      | ф   | Кровавая работа                          | Blood Work                              | Джаспер «Бадди» Нун                |
| 2002      | ф   | Секс-пылесос                             | Super Sucker                            | Фред Барлоу                        |
| 2003      | ф   | Боги и генералы                          | Gods and Generals                       | полковник Джошуа Лоуренс Чемберлен |
| 2003      | ф   | Я свидетель                              | I Witness                               | Джеймс Родс                        |
| 2004      | тф  | Куда приводят сны                        | The Five People You Meet in Heaven      | Голубой Человек                    |
| 2004      | тф  | Девушка для прощания                     | The Goodbye Girl                        | Эллиот Гарфилд                     |
| 2004      | ф   | Вымышленные герои                        | Imaginary Heroes                        | Бен Трэвис                         |
| 2005      | ф   | Кальмар и кит                            | The Squid and the Whale                 | Бернард Беркман                    |
| 2005      | ф   | Благодаря Винн-Дикси                     | Because of Winn-Dixie                   | проповедник                        |
| 2005      | ф   | Доброй ночи и удачи                      | Good Night, and Good Luck.              | Сиг Микельсон                      |
| 2006      | ф   | Дурдом на колёсах                        | RV                                      | Трэвис Горник                      |
| 2006      | ф   | Дурная слава                             | Infamous                                | Элвин Девей                        |
| 2007      | ф   | Обман                                    | The Lookout                             | Льюис                              |
| 2007      | ф   | Лето Пламмов                             | A Plumm Summer                          | рассказчик                         |
| 2007      | ф   | Маменькин сынок                          | Mama’s Boy                              | Мерт Розенблум                     |
| 2008      | тф  | Сладкие слова для моих ушей              | Sweet Nothing in My Ear                 | Дэн Миллер                         |
| 2008      | ф   | Предатель                                | Traitor                                 | Картер                             |
| 2008      | мф  | Мартышки в космосе                       | Space Chimps                            | Зартог                             |
| 2009      | ф   | Большая игра                             | State of Play                           | конгрессмен Джордж Фергюс          |
| 2009      | ф   | Человек, который всё знал                | The Answer Man                          | Арлен Фабер                        |
| 2009      | ф   | В пути                                   | Away We Go                              | Джерри                             |
| 2009      | ф   | Бумажный человек                         | Paper Man                               | Ричард Данн                        |
| 2010      | ф   | Вопль                                    | Howl                                    | профессор Дэвид Кирк               |
| 2011      | кор |                                          | Forcin' the Blues                       |                                    |
| 2012—2014 | с   | Новости                                  | The Newsroom                            | Уилл Макэвой                       |
| 2012      | ф   | Петля времени                            | Looper                                  | Эйб                                |
| 2014      | ф   | Тупой и ещё тупее 2                      | Dumb and Dumber To                      | Гарри Данн                         |
| 2015      | ф   | Стив Джобс                               | Steve Jobs                              | Джон Скалли                        |
| 2015      | ф   | Марсианин                                | The Martian                             | директор НАСА Тедди Сандерс        |
| 2016      | ф   | Дивергент, глава 3: За стеной            | Allegiant: Part 1                       | Дэвид                              |
| 2017      | с   | Забытые Богом                            | Godless                                 | Фрэнк Гриффин                      |
| 2018      | ф   | Шпионская игра                           | The Catcher Was a Spy                   | Билл Донован                       |
| 2018      | с   | Призрачная башня                         | The Looming Tower                       | Джон П. О’Нил                      |
| 2020      | с   | Правило Коми                             | The Comey Rule                          | Джеймс Коми                        |
| 2021      | с   | Американская ржавчина                    | American Rust                           | Дел Харрис                         |

## Награды и номинации
| Премия                         | Год  | Фильм                  | Категория                                                                 | Результат |
| ------------------------------ | ---- | ---------------------- | ------------------------------------------------------------------------- | --------- |
| «Золотой глобус»               | 1986 | «Пурпурная роза Каира» | Лучшая мужская роль — комедия или мюзикл                                  | Номинация |
| «Золотой глобус»               | 1987 | «Дикая штучка»         | Лучшая мужская роль — комедия или мюзикл                                  | Номинация |
| «Золотой глобус»               | 2006 | «Кальмар и кит»        | Лучшая мужская роль — комедия или мюзикл                                  | Номинация |
| «Золотой глобус»               | 2013 | «Новости»              | Лучшая мужская роль в телевизионном сериале — драма                       | Номинация |
| «Золотой глобус»               | 2021 | «Правило Коми»         | Лучшая мужская роль второго плана — мини-сериал, телесериал или телефильм | Номинация |
| «Эмми»                         | 2013 | «Новости»              | Лучшая мужская роль в драматическом сериале                               | Победа    |
| «Эмми»                         | 2014 | «Новости»              | Лучшая мужская роль в драматическом сериале                               | Номинация |
| «Эмми»                         | 2015 | «Новости»              | Лучшая мужская роль в драматическом сериале                               | Номинация |
| «Эмми»                         | 2018 | «Призрачная башня»     | Лучшая мужская роль в мини-сериале или телефильме                         | Номинация |
| «Эмми»                         | 2018 | «Забытые Богом»        | Лучшая мужская роль второго плана в мини-сериале или телефильме           | Победа    |
| «Выбор телевизионных критиков» | 2018 | «Забытые Богом»        | Лучшая мужская роль в мини-сериале или телефильме                         | Номинация |
| «Независимый дух»              | 2006 | «Кальмар и кит»        | Лучшая мужская роль                                                       | Номинация |
| «Сатурн»                       | 1991 | «Арахнофобия»          | Лучшая мужская роль                                                       | Победа    |
| «Спутник»                      | 1999 | «Плезантвиль»          | Лучшая мужская роль второго плана — комедия или мюзикл                    | Номинация |
| «Спутник»                      | 2007 | «Обман»                | Лучшая мужская роль второго плана — драма                                 | Номинация |
| «Спутник»                      | 2012 | «Новости»              | Лучшая мужская роль в телевизионном сериале — драма                       | Номинация |
| «Спутник»                      | 2014 | «Новости»              | Лучшая мужская роль в телевизионном сериале — драма                       | Номинация |
| «Спутник»                      | 2019 | «Призрачная башня»     | Лучшая мужская роль в мини-сериале или телефильме                         | Номинация |
| Премия Гильдии киноактёров США | 2003 | «Часы»                 | Лучший актёрский состав                                                   | Номинация |
| Премия Гильдии киноактёров США | 2006 | «Доброй ночи и удачи»  | Лучший актёрский состав                                                   | Номинация |
| Премия Гильдии киноактёров США | 2013 | «Новости»              | Лучшая мужская роль в драматическом сериале                               | Номинация |
| Премия Гильдии киноактёров США | 2014 | «Новости»              | Лучшая мужская роль в драматическом сериале                               | Номинация |
| Премия Гильдии киноактёров США | 2018 | «Забытые Богом»        | Лучшая мужская роль в мини-сериале или телефильме                         | Номинация |